# Simon Burns
Simon Hugh McGuigan Burns (né le 6 septembre 1952) est un homme politique britannique, qui est député de Chelmsford de 1987 à 2017.
Burns démissionne de son poste de Ministre d'État aux Transports en octobre 2013 pour se présenter à l'élection partielle des premiers vice-présidents des voies et moyens à la suite de la démission du vice-président Nigel Evans.
De retour au Parlement en tant que député conservateur aux élections de 2015, il est fait chevalier lors des honneurs d'anniversaire de 2015.

## Jeunesse et éducation
Né le 6 septembre 1952 à Nottingham, Burns fait ses études à la Christ the King School à Accra, puis à la Stamford School dans le Lincolnshire, avant de monter au Worcester College, à Oxford, pour étudier l'histoire moderne, obtenant un BA (Hons) en 1975. Il reçoit également un doctorat honorifique en philosophie (Hon. PhD) de l'Université Anglia Ruskin.
Burns cite l'arrivée de l'administration Kennedy au début des années 1960 comme le moment où il s'est intéressé à la politique, en disant: «En regardant autour du monde, vous aviez un Premier ministre britannique qui avait environ 69 ans, un président en France de 75 ans et un chancelier en Allemagne de l'Ouest dans ses 80 ans. Il [Kennedy] avait une famille glamour et donnait l'impression qu'on pouvait réellement faire quelque chose en politique pour améliorer la vie des citoyens. J'ai trouvé ça cool et j'ai décidé que le service public serait fantastique ".

## Carrière politique
Avant de commencer ses études à Oxford, Burns passe neuf mois aux États-Unis à travailler pour la campagne présidentielle finalement infructueuse du sénateur George McGovern contre le président Richard Nixon en 1972. À la suite du Scandale du Watergate et de la démission ultérieure de Nixon en 1974, Burns commenterait que la campagne de McGovern avait "gagné sur le fond, même si nous perdions le vote".
De 1975 à 1980, Burns est conseiller politique de Sally Oppenheim-Barnes (aujourd'hui baronne Oppenheim-Barnes). De 1980 à 1983, il est journaliste et directeur du magazine What To Buy for Business, avant de travailler de 1983 à 1987 pour l'Institute of Directors Policy Executive.
Burns est actif dans la politique intérieure depuis 1970, devenant membre fondateur des Rutland and Stamford Young Conservateurs, après avoir été président fondateur de la Stamford School CPC. De 1973 à 1975, il est membre du comité, agent d'action politique et secrétaire de l'Association conservatrice de l'Université d'Oxford et membre de l'Oxford Union Society. De 1977 à 1981, il est trésorier de Southfields Ward et membre du conseil exécutif de Putney Conservative Association.
En 1983, il est candidat conservateur à Alyn et Deeside (Flintshire, Pays de Galles) où il réduit la majorité travailliste de 6800 à 1368 voix. En 1986, il est élu président d'Avonmore Ward, Fulham Conservative Association.
Burns est admis au Conseil privé en février 2011.
Burns est opposé au Brexit avant le référendum de 2016 . En 2013, il vote contre le projet de loi sur le mariage (couples de même sexe).

## Vie privée
Burns est marié à Emma Clifford de 1982 jusqu'à leur divorce en 2000; ils ont deux enfants.
Il est le cousin de David Bowie .
À l'occasion de l'anniversaire de la reine 2015, Sir Simon est nommé Knight Bachelor "pour le service parlementaire et politique". Malgré ses opinions conservatrices, Burns est un partisan «fier» du Parti démocrate américain, plus libéral.